# Wierkowszczyzna
Wierkowszczyzna (biał. Веркаўшчына; ros. Верковщина) – wieś na Białorusi, w obwodzie witebskim, w rejonie brasławskim, w sielsowiecie Druja.
Dawna nazwa miejscowości to Werkowszczyzna lub Wierchowszczyzna.

## Historia
W czasach zaborów wieś leżała w granicach Imperium Rosyjskiego.
W latach 1921–1945 wieś a następnie kolonia leżała w Polsce, w województwie nowogródzkim (od 1926 w województwie wileńskim), w powiecie brasławskim, w gminie Słobódka.
Według Powszechnego Spisu Ludności z 1921 roku zamieszkiwało tu 70 osób, 69 było wyznania rzymskokatolickiego a 1 staroobrzędowego. Jednocześnie 60 mieszkańców zadeklarowało polską przynależność narodową, 9 białoruską a 1 rosyjską. Było tu 12 budynków mieszkalnych. W 1931 w 15 domach zamieszkiwało 67 osób.
Wierni należeli do parafii rzymskokatolickiej w Słobódce. Miejscowość podlegała pod Sąd Grodzki w Brasławiu i Okręgowy w Wilnie; właściwy urząd pocztowy mieścił się w Słobódce.
W wyniku napaści ZSRR na Polskę we wrześniu 1939 miejscowość znalazła się pod okupacją sowiecką. Od czerwca 1941 roku pod okupacją niemiecką. W 1944 miejscowość została ponownie zajęta przez wojska sowieckie i włączona do Białoruskiej SRR.
Od 1991 w składzie niepodległej Białorusi.